# 에리베르토 에레라
에리베르토 에레라 우드리사르(스페인어: Heriberto Herrera Udrizar; 1926년 4월 24일, 센트랄 주 과람바레 ~ 1996년 7월 26일, 아순시온 수도 지구)는 파라과이와 스페인의 축구 선수이자 감독으로, 현역 시절 수비수로 활약했다.

## 경력
에레라는 파라과이의 나시오날과 몇몇 스페인 구단에서 활약했다. 그는 파라과이 국가대표팀 일원으로 1953년 코파 아메리카에서 브라질을 이기고 대회 정상에 올랐고, 이 대회 최우수 선수로 선정되었다. 그는 이후 1957년에 스페인 국가대표팀 경기에도 출전했다.
그는 감독으로서 스페인 몇 구단(엘체, 발렌시아 등)과 이탈리아의 몇 구단(유벤투스, 인테르나치오날레 등)을 지휘했다.
그는 1964년부터 1969년까지 유벤투스 감독을 역임하며 1966-67 시즌에 방패를 달았고, 1964-65 시즌에 코파 이탈리아도 1번 우승했다. 에레라는 162번의 경기를 지휘해 유벤투스 역사상 4번째로 많은 경기를 지휘한 감독이다.(가장 많은 경기를 지휘한 감독은 조반니 트라파토니로 402번의 경기를 지휘했다)
그는 인테르나치오날레 감독으로서 1969-70 시즌에 세리에 A 준우승을 거두었다.

## 생애
에레라는 과람바레 출신이다. 그는 1996년에 아순시온에서 영면에 들었다.

## 수상

### 선수
파라과이
- 코파 아메리카: 1953

### 감독
유벤투스
- 세리에 A: 1966–67
- 코파 이탈리아: 1964–65

## 같이 보기
- 해외 출신 스페인 축구 국가대표팀 선수 목록